# Mariana-szigeteki gyümölcsgalamb
A Mariana-szigeteki gyümölcsgalamb (Ptilinopus roseicapilla) a madarak osztályának galambalakúak (Columbiformes) rendjébe és a galambfélék (Columbidae) családjába tartozó faj. Ez a faj az Északi-Mariana-szigetek nemzeti madara.

## Rendszerezése
A fajt René Primevère Lesson francia ornitológus írta le 1831-ben, a Columba nembe Columba roseicapilla néven.

## Előfordulása
Az Északi-Mariana-szigetek endemikus madara, Guam szigetéről 1984-ben kihalt. Természetes élőhelyei szubtrópusi és trópusi síkvidéki esőerdők, mangroveerdők és cserjések, valamint legelők. Állandó, nem vonuló faj.

## Megjelenése
Testhossza 22–24 centiméter, testtömege 92 gramm. Rózsaszín homloka, szürkés feje, háta és mellkasa, valamint zöld szárnyai vannak. Hasát sárgás, lilás foltok tarkítják.

## Természetvédelmi helyzete
Az elterjedési területe nagyon kicsi és az élőhelyirtás következtében jelentősen lecsökkent, egyedszáma 10000–19999 példány közötti és a második világháború során betelepített barna fakígyó (Boiga irregularis) miatt még csökken is. A Természetvédelmi Világszövetség Vörös listáján veszélyeztetett fajként szerepel. A faj kihalása elkerülésének érdekében számos állatkert kezdett el fogságban tartott tenyésztési programokat indítani.